# Amaury Sport Organisation
Amaury Sport Organisation (A.S.O., укр. Спортивна організація Аморі́) — відділення французької медіагрупи EPA (Éditions Philippe Amaury), відоме як організатор найвідоміших спортивних подій, таких как «Тур де Франс», Париж-Ніцца, «Ралі Дакар», Паризький марафон і багато інших. У 2008 році ASO організувала Раллі Центральної Європи, яке проходило на території Румунії та Угорщини.
«Тур де Франс» був заснований газетою L'Auto 1903 гоку. Газета припинила свою діяльність через війну. Перегони перейшли у власність L'Équipe (нині частина EPA) після закінчення війни. Пізніше перегони перейшли у володіння ASO як компанії, яка заснувала газету.
Президент організації — Патрік Клерк.

## Велоспорт

### Нинішні
Станом на 2021 рік, ASO організовує наступні велоспортивні змагання:
Світовий тур UCI
- Крітеріум ду Дофіне
- Ешборн — Франкфурт
- Флеш Валонь
- Льєж — Бастонь — Льєж
- Париж-Ніцца
- Париж — Рубе
- Тур де Франс
- Вуельта Каталонії
- Вуельта Іспанії

Континентальний тур UCI
- Арктичні перегони Норвегії
- Париж-Тур
- Тур дю Фасо[джерело?]
- Тур Оману
- Тур Йоркширу
- Тур Німеччини
- Тур Саудівскої Аравії

Жіночі
- La Course by Le Tour de France
- La Flèche Wallonne Féminine
- Ceratizit Challenge (до 2020 року — Madrid Challenge by La Vuelta)
- Жіночий Тур Катару[джерело?]
- Льєж — Бастонь — Льєж
- Тур Йоркширу

Любительські та інші
- Тур де л'Авенір
- Крітеріум Шанхай
- Крітеріум Сайтана

### Колишні
- Крітеріум Інтернаціональ
- Тур Пекіна
- Тур Каліфорнії (призупинено)
- Тур Пікардії
- Тур Катару
- World Ports Classic

## Гольф
- Lacoste Ladies Open de France[5]
- Le Vaudreuil Golf Challenge[5]

## Мотоспорт
- Ралі Андалусії[6]
- Ралі Дакар[7]

## Вітрильний спорт
- Вітрильний Тур де Франс[8]
- Nice Ultimed[8]

## Інші
- Паризький марафон[9]